# Klunker
Der Klunker (männlich, Plural: die Klunker; mittelniederdeutsch, mitteldeutsch, verwandt mit Klüngel) oder die Klunker (weiblich, Plural: die Klunkern) ist umgangssprachlich ein meistens größeres Schmuckstück, welches als hängender tropfen-, kugel- oder kegelförmiger Gegenstand aus Holz, Metall, Glas, Porzellan oder sonstigem Material gemacht ist. Ferner werden vom Volksmund kostbare Schmuckstücke verächtlich, neidvoll oder mit einem belustigten Unterton ebenfalls als Klunker bezeichnet.
Der Begriff „Klunker“ bezeichnet auch eine Uniformdekoration. Der Duden gibt als Synonym unter anderem die Troddel an, als militärischer Begriff eine Säbel- und Degenverziehrung von Portepee-Offizieren; ansonsten eine an einer Schnur herabhängende kleinere Quaste.
In der adjektivischen Verwendung „klunkerig“ werden aus ehemals landwirtschaftlich verwendeter Sprache auch Felder/Ackerflächen mit großen (Feld)Steinen – und daher minderwertige Felder – bezeichnet, die eine lediglich extensive Nutzung zuließen.